# Wookieepedia
Wookieepedia: The Star Wars Wiki é uma enciclopédia on- line para informações sobre o universo de Star Wars  - incluindo informações sobre todos os filmes, bem como Clone Wars, The Clone Wars e seu filme introdutório, Rebels, o universo expandido de Star Wars, e qualquer material futuro de Star Wars. É uma wiki especializada criada para ser uma extensa enciclopédia do universo de Star Wars, com alguns artigos alcançando até 60.000 palavras,  e é escrito quase inteiramente de uma perspectiva in-universe. O nome Wookieepedia é um portmanteau de Wookiee e enciclopédia, um trocadilho com o nome da Wikipedia. O logotipo também é um trocadilho visual que mostra a segunda Estrela da Morte incompleta, em vez do "logotipo de quebra-cabeça" incompleto da Wikipédia. [carece de fontes?]
É uma versão de fãs do Holonet, um banco de dados mantido pela Lucasfilm  para rastrear tudo no universo de Star Wars e garantir a continuidade dentro dele. 

## Recepção
Alguns atores que trabalham na franquia Star Wars usaram Wookieepedia para ter uma melhor compreensão do universo de Star Wars e melhor retratar seus personagens, incluindo Felicity Jones, que interpretou Jyn Erso no filme de 2016 Rogue One  e Alden Ehrenreich, que interpretou o jovem Han Solo em o filme de 2018 Solo: A Star Wars Story. 
Os fãs criticaram os administradores e como o conteúdo é divulgado. Alguns até chegaram a dizer que é um wiki bastante "alienante", dado que seu apelo está centrado apenas nos principais fãs de Star Wars, se nada mais. 